# Koréba
Koréba est une commune rurale située dans le département de Dandé de la province du Houet dans la région du Hauts-Bassins au Burkina Faso.

## Géographie
Koréba est située à 10 km au nord de Dandé et à 5 km à l'ouest de la route nationale 9.